# Bull and Terrier
 El Bull and Terrier o Bull-and-terrier es un tipo extinto de perro que fue el progenitor del Pit Bull Terrier Americano y el Staffordshire Bull Terrier, principalmente.

## Historia

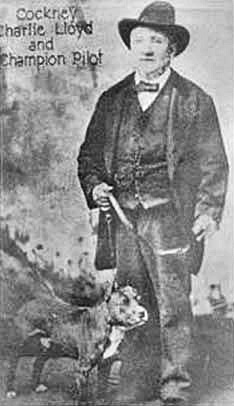
Charlie Lloyd con su perro "Pilot" importado de Walsall. Circa 1881, Estados Unidos.

El Bull y Terrier fue una cruce entre el Antiguo Bulldog Inglés y variedades del Antiguo Terrier inglés en el siglo XIX.
Había numerosas variedades de esta combinación entre bulldog y terrier, según la ubicación (ciudad o país) y según los perros escogidos para el cruce. En Irlanda utilizaron el viejo bulldog irlandés con diferentes terriers y alguna inserción de cruces de lebrel/terrier de caza. En Inglaterra había numerosas variedades, tres de las cuales han llegado a ser populares y sobrevivieron hasta la década de 1930. Estas tres eran la variedad de Walsall, que tuvo alguna influencia de Whippet; la variedad de Darlaston, que tuvo más influencia de sangre terrier; y la variedad de Cradley Heath, que tuvo más sangre Bulldog. Phil Drabble informó que entre estos tres tipos de Bull y terrier, el tipo de Cradley Heath fue reconocido como raza separada con el nombre de Staffordshire Bull Terrier en 1935, y los otros tipos desaparecieron gradualmente porque no cumplían con el estándar impuesto Pero décadas antes, en el siglo XIX, al menos la variedad de Walsall fue llevada por inmigrantes a los Estados Unidos, donde  sirvió como un componente importante para la base genética del Pit Bull Terrier Americano, a través de especímenes como el perro Lloyd's Pilot y el linaje del Colby, fuertemente combinado con linajes irlandeses.
La anatomía del Bull y Terrier es el resultado de la cría selectiva con propósitos de caza, peleas de perros y hostigamiento de animales.

### Caza
La mayoría de los terriers, del pasado y presente, llevaban de un cuarto a un octavo de sangre del Antiguo Bulldog inglés, supuestamente con el fin de dar valor para aguantar los mordiscos de la presa que están destinados a atacar. Los Terriers que no se desarrollaron a partir de cruces entre el viejo Bulldog inglés y perros laborables  eran de calidad inferior y se valoraron mucho menos.

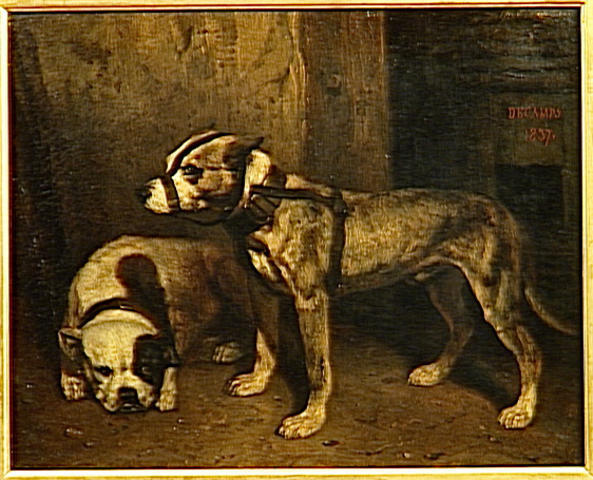
"Bulldog and scotch terrier" por Alexandre Gabriel Decamps. Circa 1837. Un antiguo bulldog y probablemente un Bull-y-terrier con bozal.

Hay perros de terra de trabajo que por definición se llaman terriers porque  tienen la capacidad de ir a tierra; sin embargo, lo mejores perros de terra y terriers de caza fueron la progenie de bulldogs cruzados con perros de terra (terriers), también conocidos como 'Bull-and-Terrier' o mestizos.
John Henry Walsh escribió en 'El perro, en la salud y la enfermedad, por Stonehenge' (1859):
“El terrier que se utiliza para cazar es un pequeño perro fuerte y útil, con gran resistencia y valentía, y con una nariz tan buena la del Beagle o la del Harrier. Por su valor superior a partir de la cruza con el Bulldog, como la mayoría de los vermin-terriers, generalmente ha sido mantenido para matar alimañas cuya mordedura disuadiría al Spaniel o al Beagle, pero al terrier lo haría más determinado en su búsqueda.”
Walsh también escribió del Fox Terrier:

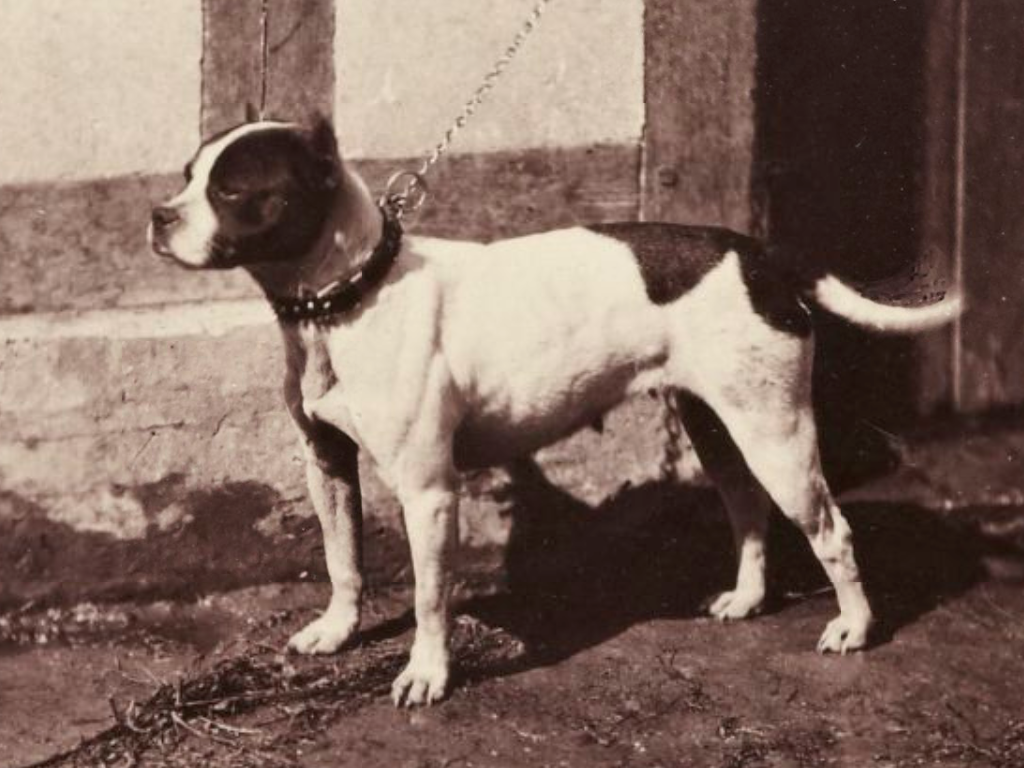
Bull and Terrier, París, 1863.

“El fox-terrier de campo, utilizado para cazar al zorro cuando ido a tierra, era de esta raza (Bull y terrier). No sólo el Fox Terrier es de la progenie del Bull y Terrier, sino también el Airedale Terrier, Rat-working terriers, Black-and-tan terriers de trabajo, y la mayoría de los otros vermin-hunting terriers.”
James Rodwell describió en su libro titulado La rata: su historia y su naturaleza destructiva, que el mayor objetivo, entre los diversos criadores de perros Bull y Terrier para cazar alimañas y ratas, era para tenerles tan casi bulldog puro como posible, pero al mismo tiempo preservando la apariencia del terrier en cuanto a tamaño, forma y color.

### Peleas de perro

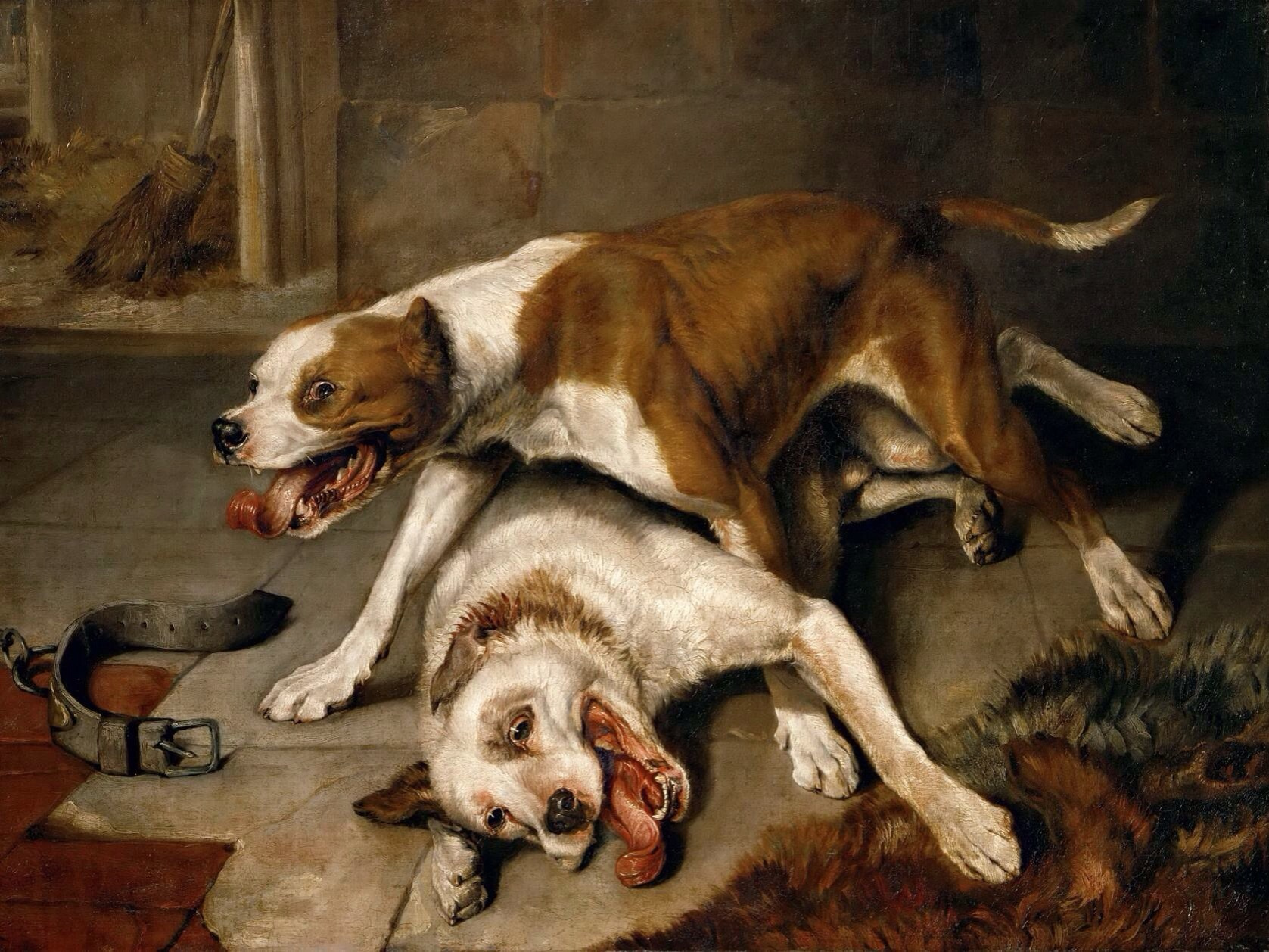
"Fighting dogs" por Sir Edwin Henry Landseer. 1839. El perro de pie es probablemente un Bull and Terrier.

El Antiguo Bulldog inglés fue criado para el Bull-baiting.  Su vida dependió de "ir abajo, morder y manejar".  Tal raza era inadecuada para peleas de perro en la fosa ("pit" en inglés).  Una vez un Antiguo Bulldog inglés conseguía un agarrador bueno,  habría poco dejado para los espectadores para ver, excepto dos perros tenecia cada cual otro, cerrando sus mandíbulas más estancas cada vez más.
Eran requeridos ataques más rápidos, más mordidas y más trucos, el cual hizo la obra de una pelea de perro que apelado a espectadores, apostantes, y dueños de perro.  La introducción de Terrier a la sangre proporcionó piernas mayores, temperamento ardiente, y velocidad, el cual proporcionó peleas entretenidas.
El cruce de bulldog y terrier produjo un perro que ya no pertenecido a cualquier raza de fundación.  La raza nueva se apellidó el Bull y Terrier.   Con atributos como ferocidad, agresividad, e inteligencia,  había pocos tareas de pelea que no pueda actuar mejor que otras razas de aquel tiempo.
En 1835, con el prohibiendo de los desportos de sangre la raza estuvo colocada en peligro de extinción; aun así, mientras Bull-baiting y Bear-baiting las leyes estuvieron aplicadas, las peleas de perro floreció, así que el Bull y Terrier sobrevivido. Alrededor de 1860, el Bull y Terrier partida a dos ramas, el Bull y Terrier blanco puro (progenitor del Bull terrier inglés a finales del siglo XIX) y las formas de colores demás para otros setenta años en la fosa de perros de pelea hasta que finalmente estuvieron reconocidos como raza de perro legítimo llamó Staffordshire Bull Terrier en 1935. Alrededor de 1845, muchos la clase más baja irlandesa y inglesa emigraba a América con sus perros Bull y Terriers.  Con el tiempo, los descendientes de estos perros devenían más altos y más pesados. Sus duenos optaron para un perro que era ambos un guerrero agresivo en las fosas de juego de las ciudades y saloons pero también era un perro entrenable, su sangre terrier y bulldog de Irlanda y el Reino Unido que prueba para ser muy útil en trabajo de granja y en cazar. La raza era oficialmente reconocida como el Pit Bull Terrier Americano, en 1898 y más tarde su derivado el american Staffordshire Terrier en 1936.

## Bull and Terriers famosos

### Billy
Un celebrado Bull y Terrier nombró "Billy", pesando aproximadamente 26 libras, puestos un récord mundial para rat-baiting 22 de abril de 1823 por matar cien ratas en cinco minutos y medio.

### Dustman
En 1812, la revista Sporting Magazine describió "Dustman" como un muy famoso y dotado perro de pelea, el cual representó el óptimo tipo Bull y Terrier.
"DUSTMAN es un perro famoso, propiedad de Wm. [William?] Disney Esq. y de una raza entre un bull [bulldog] y un terrier, és lo mejor de todos para atacar a ese formidable animal, el tejón. La raza de perros en esta descripción ha sido muy alentadora últimamente y estimada en gran medida por ser más firme que el terrier y no muy poderosa para el tejón."

### Trusty
Según cuenta en la revista Sporting Magazine del año 1804, un Bull y Terrier llamado "Trusty" era tan famoso por todas partes de Inglaterra como el Emperador Napoleón.  Trusty Fue invicto en 104 peleas de perros.

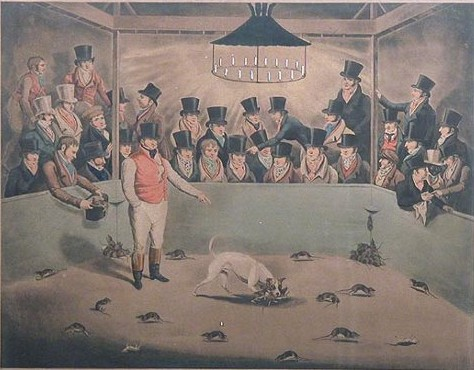
Billy
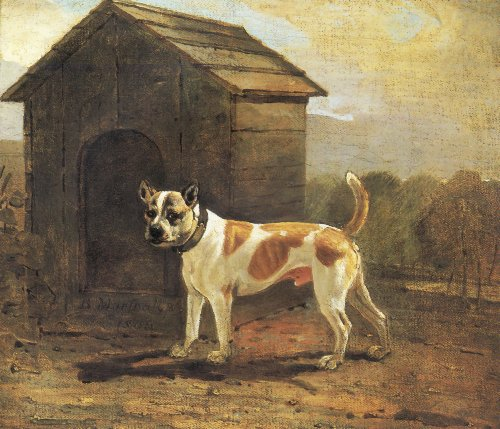
Dustman
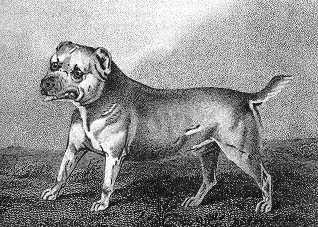
Trusty